# لوئیجی آرینتی
لوئیجی آرینتی (ایتالیایی: Luigi Arienti؛  ۶ ژانویهٔ ۱۹۳۷ - ۷ فوریهٔ ۲۰۲۴) دوچرخه‌سوار اهل ایتالیا بود.
وی در مسابقات کشوری و بین‌المللی در مجموع برندهٔ ۱ مدال طلا شده بود.